# Sorex cylindricauda
Sorex cylindricauda är en näbbmussart som beskrevs av Milne-Edwards 1872. Arten ingår i släktet Sorex och familjen näbbmöss. Inga underarter finns listade i Catalogue of Life.

## Utbredning och habitat
Denna näbbmus förekommer i centrala Kina och lever bland annat i höglandet på 3000 meter över havet. Utbredningsområdet gränser är inte helt utredda på grund av förväxlingar med Sorex bedfordiae. Djuret upptäcktes i bergsskogar men det är inte känt vilket habitat arten föredrar.

## Utseende
Arten blir 6,7 till 7,7 cm lång (huvud och bål) och har en 5,5 till 6,2 cm lång svans. Bakfötterna är cirka 1,5 cm långa. Sorex cylindricauda har kanelbrun päls på ovansidan och mörk gråbrun på undersidan. I nacken och utmed ryggkammen har den en mörk längsgående strimma.

## Status och hot
IUCN kategoriserar den som livskraftig.